# Кор-Д'Алейн (рудний район)
Кер-Д'Ален (англ. Coeur d'Alene) — рудний район срібно-поліметалічних родовищ в США (штат Айдахо), названий за містом Кор-д'Алейн. Розробка родовища з 1884 р.

## Характеристика
Загальна площа 780 км². Запаси бл. 8 тис.т Ag, 900 тис. т Pb, 700 тис. т Zn, 30 тис. т Cu. Рудний район розташований в межах крупної антиклінальної структури. Бокові породи — докембрійські сланці і кварцити, зім'яті в круто падаючі складки, прорвані невеликими масивами кварцових монцонітів крейди і неоген-палеогеновими дайками лампрофірів і діабазів. Рудні тіла (прості жили січного типу і лінійні штокверки) контролюються великими скидами і оперяючими їх розривами. Вони сконцентровані в 12 рудних поясах довж. 2-22 км і шир. 0,3-3 км. Глибина оруденіння перевищує 3 км. Гол. рудні мінерали: срібловмісні ґаленіт, сфалерит і тетраедрит, другорядні — халькопірит, піротин, пірит, арсенопірит, антимоніт, буланжерит та інші. Головні жильні мінерали — кварц і сидерит.

## Технологія розробки
Родовища розробляюся підземним способом до глибини 2,5 км. Системи розробки — в основному горизонтальними шарами з закладенням виробленого простору швидко тверднучими матеріалами і поверховим самообрушеням. Втрати руди в ціликах до 25%. Проходка підняттєвих виробок — шарошечними верстатами. Збагачення на фабриках — флотацією.